# Arrondissement de Zellerfeld

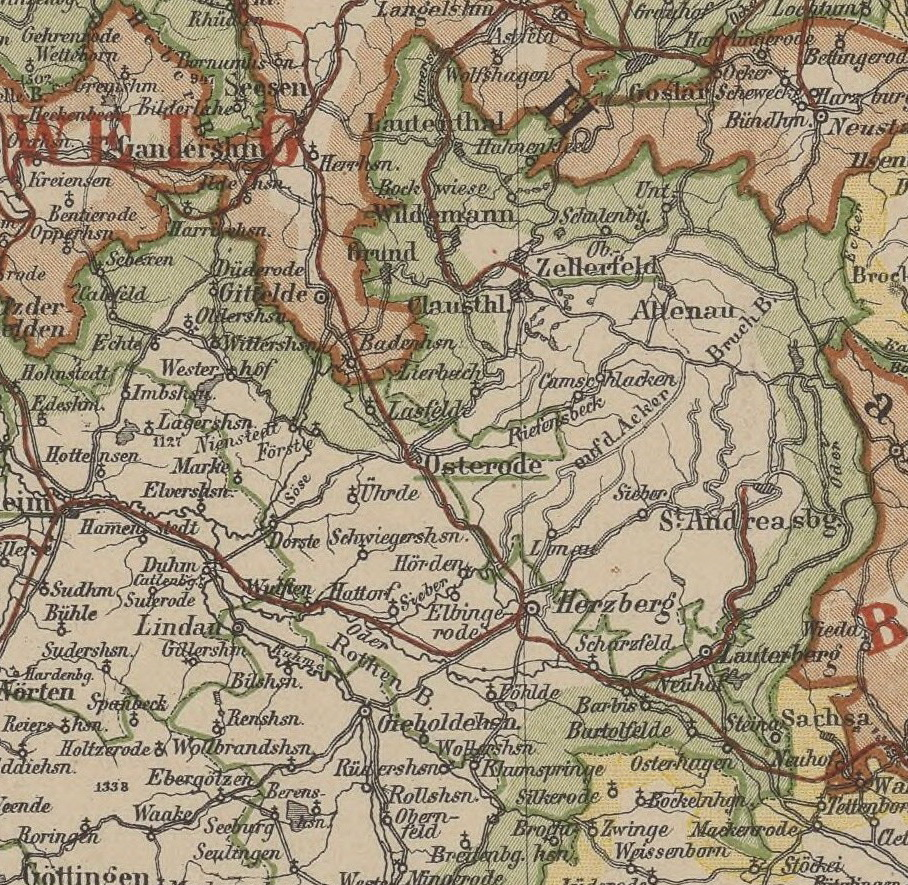
Carte générale de Hanovre, Oldenbourg, Braunschweig, Hambourg, Brême, Lübeck... / par Friedrich H. Handtke et Carl Flemming : Section de carte des districts d'Osterode et de Zellerfeld

L'arrondissement de Zellerfeld est un arrondissement de Basse-Saxe. Dans le langage courant, il était et est également appelé à tort arrondissement de Clausthal-Zellerfeld en raison de son chef-lieu,

## Arrondissements voisins
Au début de 1972, l'arrondissement est limitrophe, dans le sens des aiguilles d'une montre à partir du nord-ouest, des arrondissements de Gandersheim (de) et de Goslar, de la ville indépendante de Goslar et de l'enclave de Bad Harzburg dans l'arrondissement de Wolfenbüttel (tous en Basse-Saxe), de l'arrondissement de Wernigerode (de) (en RDA ) et des arrondissements de Blankenburg (de) et d'Osterode am Harz (tous deux en Basse-Saxe).

## Histoire
L'arrondissement de Zellerfeld est formé en 1885 à partir de l'ancien bureau de Zellerfeld (de). Il est dissous à l'occasion de la réforme territoriale de Basse-Saxe le 1er juillet 1972 et divisé en arrondissements d'Osterode am Harz et de Goslar. Dans le même temps, de nombreuses communes de l'arrondissement sont fusionnées.

## Évolution de la démographie
| Année | Habitants | Source |
| ----- | --------- | ------ |
| 1890  | 29 100    | [ 6 ]  |
| 1900  | 29 592    | [ 6 ]  |
| 1910  | 28 860    | [ 6 ]  |
| 1925  | 29 013    | [ 6 ]  |
| 1939  | 27 952    | [ 6 ]  |
| 1950  | 41 547    | [ 6 ]  |
| 1960  | 35 500    | [ 6 ]  |
| 1970  | 33 700    | [ 7 ]  |
| 1971  | 34 200    | [ 8 ]  |

## Administrateurs de l'arrondissement
- 1885–1889 Georg Grahn
- 1889–1890 August Dencker
- 1890–1906 Karl Loos
- 1906–1921 Hans Wilhelm von Lücken (de)
- 1921–1926 Hermann Schropp
- 1926–1928 Emil Neugebauer (de)
- 1928–1933 Paul Curtze
- 1933–1936 Karl Ferdinand von der Planitz
- 1936–1938 Heino Schröder (de)
- 1938–1941 Heinrich Molsen[9]
- 1941–1942 Heinrich Bork[9]
- 1942–1945 Hans von Schönfeld[9]
- 1942–1943 Hans Möllenhoff[9]
- Fin 1945 von der Schulenburg[9]
- 1945 Rudolf Sachse, ancien administrateur de l'arrondissement de Spremberg (de)[9]
- 1945–1946 Dr. Merck[9]
- 1946–1946 Wilhelm Schreyer (de)[9]
- 1946–1948 Paul Wildemann[9]
- 1948–1949 Gerhard Busch[9]

## Anciennes communes
Le tableau suivant énumère toutes les anciennes communes de l'arrondissement de Zellerfeld et leur affiliation actuelle, :
| Ancienne commune         | Incorporée à         | Date de l'incorporation | Arrondissement actuel |
| ------------------------ | -------------------- | ----------------------- | --------------------- |
| Altenau                  | Clausthal-Zellerfeld | 1 janvier 2015          | Goslar                |
| Bad Grund (Harz)         | Bad Grund (Harz)     |                         | Göttingen             |
| Buntenbock               | Clausthal-Zellerfeld | 1er juillet 1972        | Goslar                |
| Clausthal                | Clausthal-Zellerfeld | 1924                    | Goslar                |
| Clausthal-Zellerfeld     | Clausthal-Zellerfeld |                         | Goslar                |
| Hahnenklee-Bockswiese    | Goslar               | 1er juillet 1972        | Goslar                |
| Lautenthal               | Langelsheim          | 1er juillet 1972        | Goslar                |
| Lerbach                  | Osterode am Harz     | 1er juillet 1972        | Göttingen             |
| Lonau                    | Herzberg am Harz     | 1er juillet 1972        | Göttingen             |
| Lonauerhammerhütte       | Herzberg am Harz     | 1 octobre 1937          | Göttingen             |
| Riefensbeek-Kamschlacken | Osterode am Harz     | 1er juillet 1972        | Göttingen             |
| Saint-Andreasberg        | Braunlage            | 1 novembre 2011         | Goslar                |
| Schulenberg im Oberharz  | Clausthal-Zellerfeld | 1 janvier 2015          | Goslar                |
| Sieber                   | Herzberg am Harz     | 1er juillet 1972        | Göttingen             |
| Wildemann                | Clausthal-Zellerfeld | 1 janvier 2015          | Goslar                |
| Zellerfeld               | Clausthal-Zellerfeld | 1924                    | Goslar                |